# Dobytí Planety opic
Dobytí Planety opic (v anglickém originále Conquest of the Planet of the Apes) je americký dobrodružný sci-fi film z roku 1972, který volně navazuje na film Útěk z Planety opic, který byl natočen o rok dříve. Režisérem byl J. Lee Thompson, hlavní mužskou roli zde ztvárnil americký herec Roddy McDowall.
Jde o čtvrtý ze série pěti filmů natočených mezi roky 1968 a 1973. Tato série se dále dočkala pokračování v roce 2001 remakem Planeta opic a v roce 2011 rebootem Zrození Planety opic.

## Děj
Příběh začíná v roce 1991 v Severní Americe. Armando přijel s cirkusem do města, a vydá se s Caesarem, roznést několik reklamních letáků. Během cesty po městě vysvětlí Caesarovi, že v roce 1983 vymřeli všichni domácí mazlíčci (kočky a psi), které postupně nahradili lidoopi. Lidé je začali cvičit pro různé domácí práce. Armando Caesara varuje, aby byl opatrný a neprozradil se, protože se lidé bojí budoucnosti, kterou jim měl přinést. V momentu, kdy jsou svědky bití několika opic, Caesar to nevydrží a zavolá „Vy, lidské zrůdy“. Přestože Armando tvrdí, že větu pronesl on, policie mu nevěří. V nastalém zmatku Caesar uteče.
Když jej Armando nalezne, řekne mu, že půjde vše vysvětlit na úřad. Mezitím se Caesar musí schovat mezi svými (v kleci orangutanů). Tato skupina lidoopů je poslána na převýchovu. Caesar je v dražbě prodán guvernérovi Breckovi. Breck mu dovolí si v knize, kterou mu předal, vybrat jméno, na které si ukáže. Šimpanz předstírá, že si náhodně vybral jméno Caesar.
Mezitím je Armando vyšetřovánán inspektorem Kolpem, který jej podezřívá, že jeho opice, je dítětem Cornelia a Ziry. Armando se chce vyhnout výslechu přes autentikátor a vyskočí z okna. Poté, co se Caesar dozví o Armandově smrti, ztratí víru v lidskou laskavost a začne připravovat opičí povstání.
Poté, co Breck zjistí, že Caesar je Armandova opice, pomůže MacDonald, hlavní asistent guvernéra, Caesarovi utéct. Nakonec je přecijen dopaden a Breck nařídí jeho okamžitou popravu. Tu však přežije, protože MacDonald vypne hlavní napájení do elektrického stroje. Když všichni myslí, že je lidoop mrtvý, podaří se mu opět utéct a začít svoji revoluci.

## Obsazení
| Roddy McDowall    | Caesar    |
| Don Murray        | Breck     |
| Natalie Trundy    | Lisa      |
| Hari Rhodes       | MacDonald |
| Severn Darden     | Kolp      |
| Ricardo Montalbán | Armando   |